# 革命左翼党
革命左翼党（西班牙語：Partido de la Izquierda Revolucionaria，缩写为 PIR）是玻利维亚历史上的一个共产主义政党。它由何塞·安东尼奥·阿尔泽博士和其他玻利维亚知识分子于1940年7月26日在奥鲁罗举行的左翼大会上成立。
革命左翼党同情共产国际，但并未成为其成员。该党开始组织玻利维亚的矿工，但由于担心罢工会影响二战期间同盟国军队的物资供应，它采取了谨慎的态度。除了支持亲轴心国的瓜尔韦托·比利亚罗埃尔外，革命左翼党一般支持二战时期所有的玻利维亚总统，以确保该国继续作为同盟国之一。由于该党在国内问题上的犹豫不决，它失去了大量工人的支持。工人阶级转而支持革命民族主义运动和革命工人党。
1950年，革命左翼党的一些成员分裂出来，建立玻利维亚共产党。到1960年代，玻利维亚共产党在很大程度上取代了革命左翼党。1964年玻利维亚政变后，革命左翼党转入地下，并分裂为多个对立派系。1970年代末期，重组后的革命左翼党成为独裁者乌戈·班塞尔的傀儡党。1979年，该党并入班塞尔建立的新政党——民族主义民主行动。